# Монтурсвілл (Пенсільванія)
Монтурсвілл (англ. Montoursville) — місто (англ. borough) в США, в окрузі Лайкомінг штату Пенсільванія. Населення — 4750 осіб (2020).

## Географія
Монтурсвілл розташований за координатами 41°14′47″ пн. ш. 76°55′0″ зх. д. / 41.24639° пн. ш. 76.91667° зх. д. (41.246493, -76.916700).  За даними Бюро перепису населення США в 2010 році місто мало площу 10,83 км², з яких 9,34 км² — суходіл та 1,49 км² — водойми.

## Демографія
Згідно з переписом 2010 року, у селищі мешкало 4615 осіб у 2077 домогосподарствах у складі 1312 родин. Густота населення становила 426 осіб/км².  Було 2151 помешкання (199/км²).
Расовий склад населення:
| - 97,3 % — білих - 0,7 % — азіатів - 0,4 % — чорних або афроамериканців - 0,1 % — корінних американців |

До двох чи більше рас належало 1,1 %. Частка іспаномовних становила 1,3 % від усіх жителів.
За віковим діапазоном населення розподілялося таким чином: 21,0 % — особи молодші 18 років, 56,4 % — особи у віці 18—64 років, 22,6 % — особи у віці 65 років та старші. Медіана віку мешканця становила 44,7 року. На 100 осіб жіночої статі у селищі припадало 90,9 чоловіків;  на 100 жінок у віці від 18 років та старших — 86,1 чоловіків також старших 18 років.
Середній дохід на одне домашнє господарство  становив 59 700 доларів США (медіана — 47 473), а середній дохід на одну сім'ю — 75 318 доларів (медіана — 71 463). Медіана доходів становила 40 640 доларів для чоловіків та 38 958 доларів для жінок. За межею бідності перебувало 7,2 % осіб, у тому числі 8,1 % дітей у віці до 18 років та 3,7 % осіб у віці 65 років та старших.
Цивільне працевлаштоване населення становило 2276 осіб. Основні галузі зайнятості: освіта, охорона здоров'я та соціальна допомога — 25,8 %, роздрібна торгівля — 17,4 %, виробництво — 15,8 %.